# Margaret Sixel
Margaret Sixel é uma editora e montadora australiana. Venceu o Oscar de Melhor Edição, em 2016 por Mad Max: Fury Road.